# Glossodynie

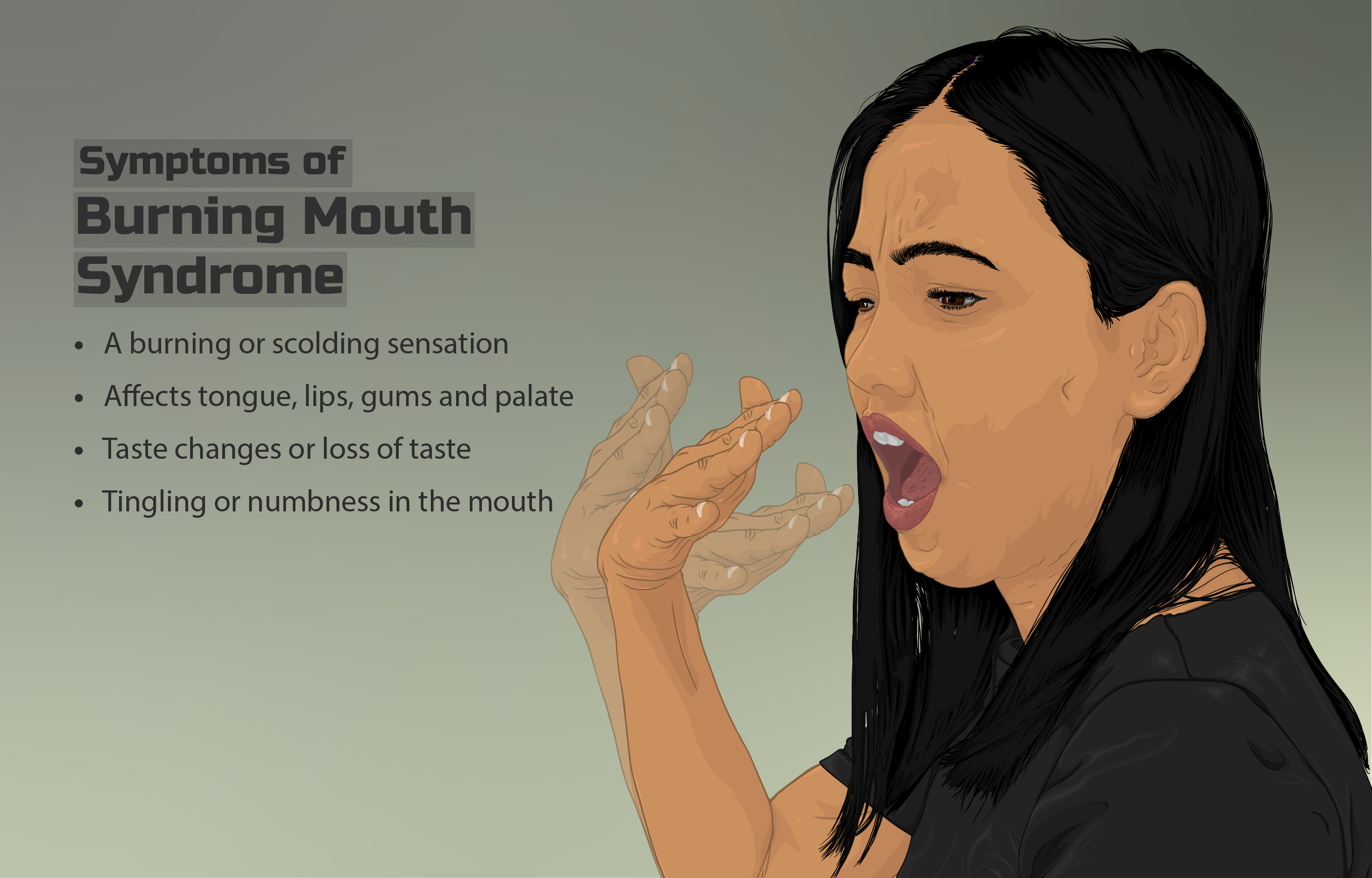
Représentation d'une personne souffrant du syndrome de la bouche brûlante. Les symptômes typiques associés au syndrome de la bouche brûlante ont été répertoriés.

La glossodynie, appelée aussi syndrome de la bouche brûlante ou syndrome de la langue de feu , est une douleur au niveau de la langue qui se situe le plus souvent sur la pointe ou les bords de la langue. La glossodynie est une forme topographique particulière de stomatodynie qui a des origines diverses : glossite, trouble psychosomatique ou inconnue. La glossodynie est classée dans les paresthésies buccales psychogènes, symptômes d'une dépression.
Leur physiopathologie demeure mal comprise, mais les glossodynies pourraient correspondre à une neuropathie.
La fréquence des glossodynies est estimée entre 0,7 et 4,6 % de la population générale. La douleur est décrite comme une brûlure chronique, souvent accompagnée d’un cortège de manifestations fonctionnelles (picotements, sensation de bouche sèche, troubles du goût…). Les douleurs augmentent progressivement au fur et à mesure de la journée, sont majorées par le stress mais disparaissent pendant le sommeil et sont améliorées pendant les repas.
Le retard diagnostique est fréquent et source d’anxiété pour le patient, entraînant une multiplication des consultations médicales et une majoration de l’intensité des douleurs.
La prise en charge des glossodynies est complexe. La reconnaissance de la réalité des douleurs est fondamentale pour le patient. Le traitement médicamenteux peut faire appel à des traitements médicamenteux, ou des traitements locaux. Certaines personnes ont la langue de feu après avoir consommé du Roquefort ou des fruits moisis.